# Balgach
Balgach je obec ve švýcarském kantonu St. Gallen. Nachází se na východě kantonu, nedaleko hranic s Rakouskem. Žije zde přibližně 4 800 obyvatel.

## Geografie
Balgach leží na hlavní silnici č. 13 na úpatí západního svahu údolí řeky Rýn, mezi obcemi Au na severu a Rebstein na jihu. Na východě hraničí Balgach s obcemi Widnau, Oberriet a Diepoldsau. Na západě se Balgach rozkládá na hřebeni hory Hümpeler, na hranicích obcí Berneck (kanton St. Gallen), Reute (Appenzell Ausserrhoden) a Oberegg (Appenzell Innerrhoden).
Lesy, které pokrývají úpatí oblasti Appenzeller Vorderland, se na jihu nazývají Vogelwald, uprostřed Kirchenwald a na severu Hümpelerwald. U Hümpeleru se nachází hlavní povodí Hümpelerquelle, které zásobuje vodou velkou část obce. Nejvyšší bod Hümpelerbergu se nazývá Nonnenbommert a leží ve výšce 641 m n. m. 
Atraktivní poloha na úpatí vinic nabízí výhled na údolí Rýna od Bodamského jezera až po Säntis. Jižně od něj, na dalším kopci odděleném od země strží, se nachází hrad Grünenstein. Severně od něj, v obci Heerbrugg na severním konci Hümpeleru, se nachází zámek Heerbrugg a vila Schmidheiny. Na svahu pod čtvrtí Boden se nachází historické centrum obce, které je zapsáno ve spolkovém seznamu památek národního významu.
Hlavní silnice č. 13 na úpatí svahu rozděluje obec na dvě poloviny. Na východní straně se nachází stará čtvrť Mühlacker a nověji postavená průmyslová a bloková zástavba, která se táhne na východ až k železniční trati SBB. Východně od železniční trati Chur-Rorschach se nachází sportovní areál Riet a přírodní rezervace Höchstern. Dále na východ, v oblasti Mädern, která je zčásti vyhlášena jako záplavové území, se nacházejí farmy Lärchenhof, Erlenhof, Lindenhof, Sonnenhof a Rietmüli.

## Historie

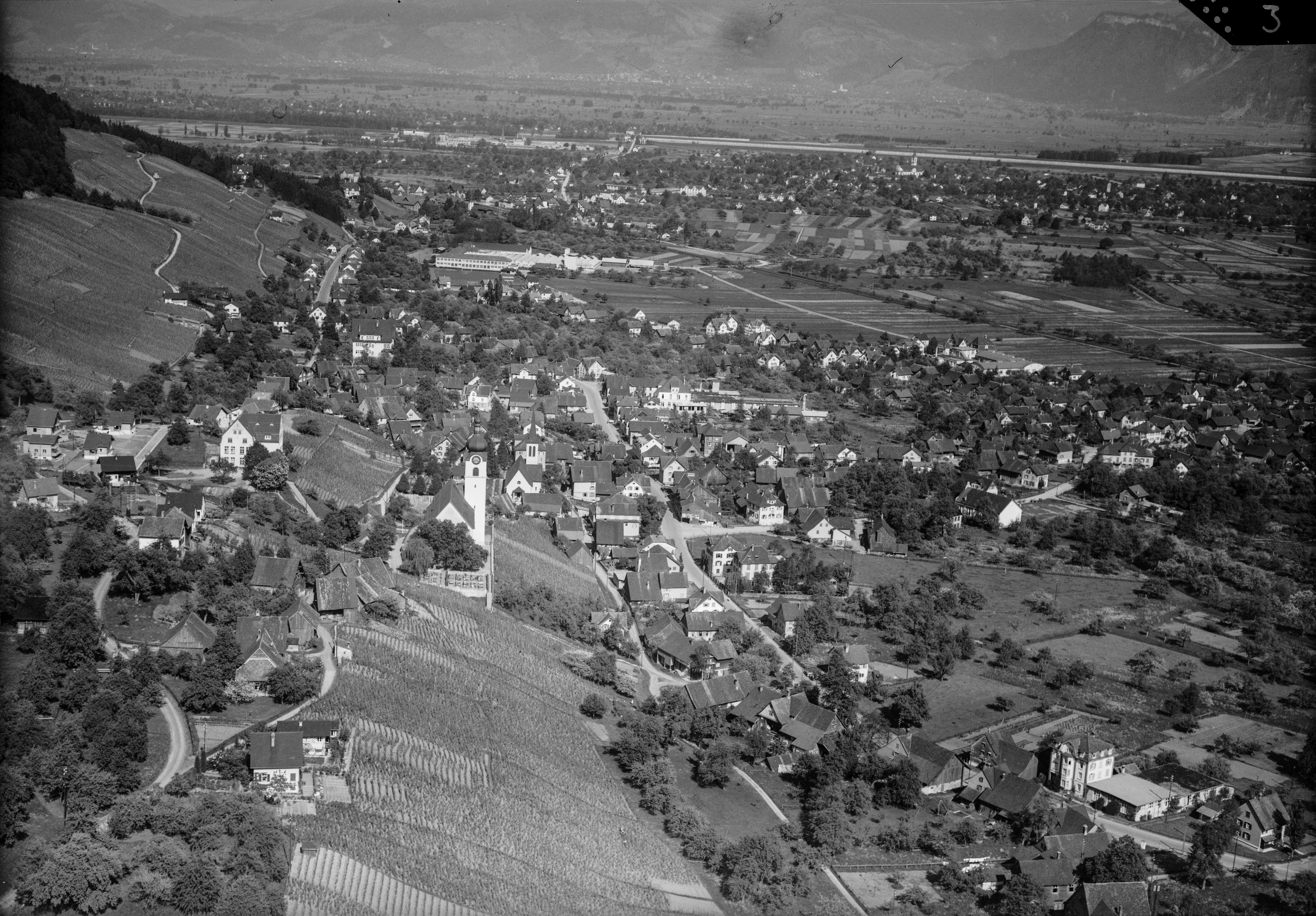
Letecký pohled (1947)

Vesnice je poprvé zmiňována v letech 890/891 jako Palgaa, a okolí se nazývalo Königsgut. V letech 1166 a 1210 jsou zmiňováni Edle von Balgach, pravděpodobně jako předkové Grünensteinů, zmiňovaných od roku 1270, kteří se jmenovali podle hradu, který postavili. V roce 1781 byl starý hrad až na věž ze 13. století zbořen a dnešní hrad Grünenstein, dominanta Balgachu, byl přestavěn v barokním slohu.
Ve 14. století patřil Balgach baronům ze Sax, kteří jej v roce 1347 prodali klášteru v Lindau, klášter zase v roce 1510 prodal Balgach knížecímu opatství v St. Gallenu. Dvoru předsedal knížecí opatský hofmistr z Altstättenu. Až do roku 1798 byl Balgach součástí hofmistrovství Rheintal. V roce 1803 byla v nově založeném kantonu St. Gallen vytvořena politická obec Balgach. V roce 1826 byla vytvořena místní samospráva.

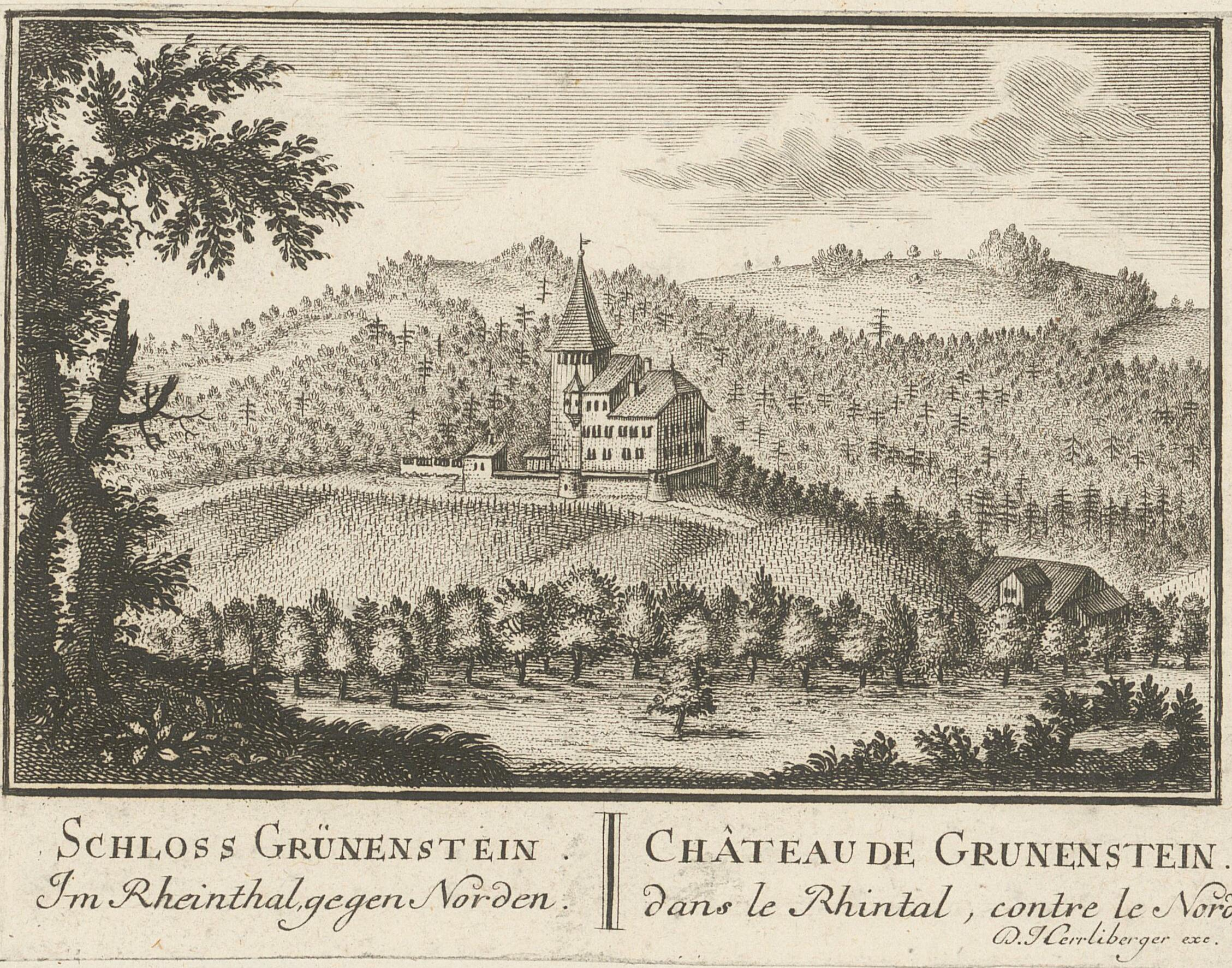
Zámek Grünenstein

V roce 1419 je doložena kaple patřící k farnosti Marbach. V roce 1521 byl Balgach povýšen na farnost. V roce 1528 téměř všichni obyvatelé přestoupili k reformované víře, aby se o pouhé tři roky později částečně vrátili ke staré víře. Až do výstavby katolického kostela v roce 1826 byl farní kostel využíván rovnoměrně oběma církvemi; patronátní právo měl knížecí opat ze St. Gallenu. V roce 1938 se od Balgachu oddělilo katolické město Heerbrugg.
V 15. a 16. století bylo zemědělství nahrazeno vinařstvím na svazích, chovem dobytka na vyšších svazích a rákosinami s břehovými porosty a loukami a pastvinami v rýnské nížině. Ve druhé polovině 20. století se počet producentů mléka výrazně snížil ze 48 v roce 1958 na 16 v roce 1990. Naopak vinice se ve druhé polovině 20. století opět rozrostly, v roce 1990 jich bylo 20 ha. Balgach byl až do 19. století lázněmi. Ke konci 19. století se Balgach vyvinul v centrum vyšívání v údolí dolního toku Rýna. Rozšiřující se tovární a domácí vyšívání vyvolalo po roce 1900 rychlý růst počtu obyvatel. V návaznosti na industrializaci Heerbruggu, který měl na rozdíl od Balgachu stanici na železniční trati Chur–Rorschach otevřené v roce 1858, se Balgach ve 20. století stal průmyslovou obcí, jejímž nejvýznamnějším zaměstnavatelem byla společnost Leica AG. V roce 1990 pracovalo 76 % zaměstnanců v druhém sektoru hospodářství. Městská krajina Balgachu má regionální význam, stará radnice z roku 1566 s místním muzeem celostátního významu.

## Obyvatelstvo

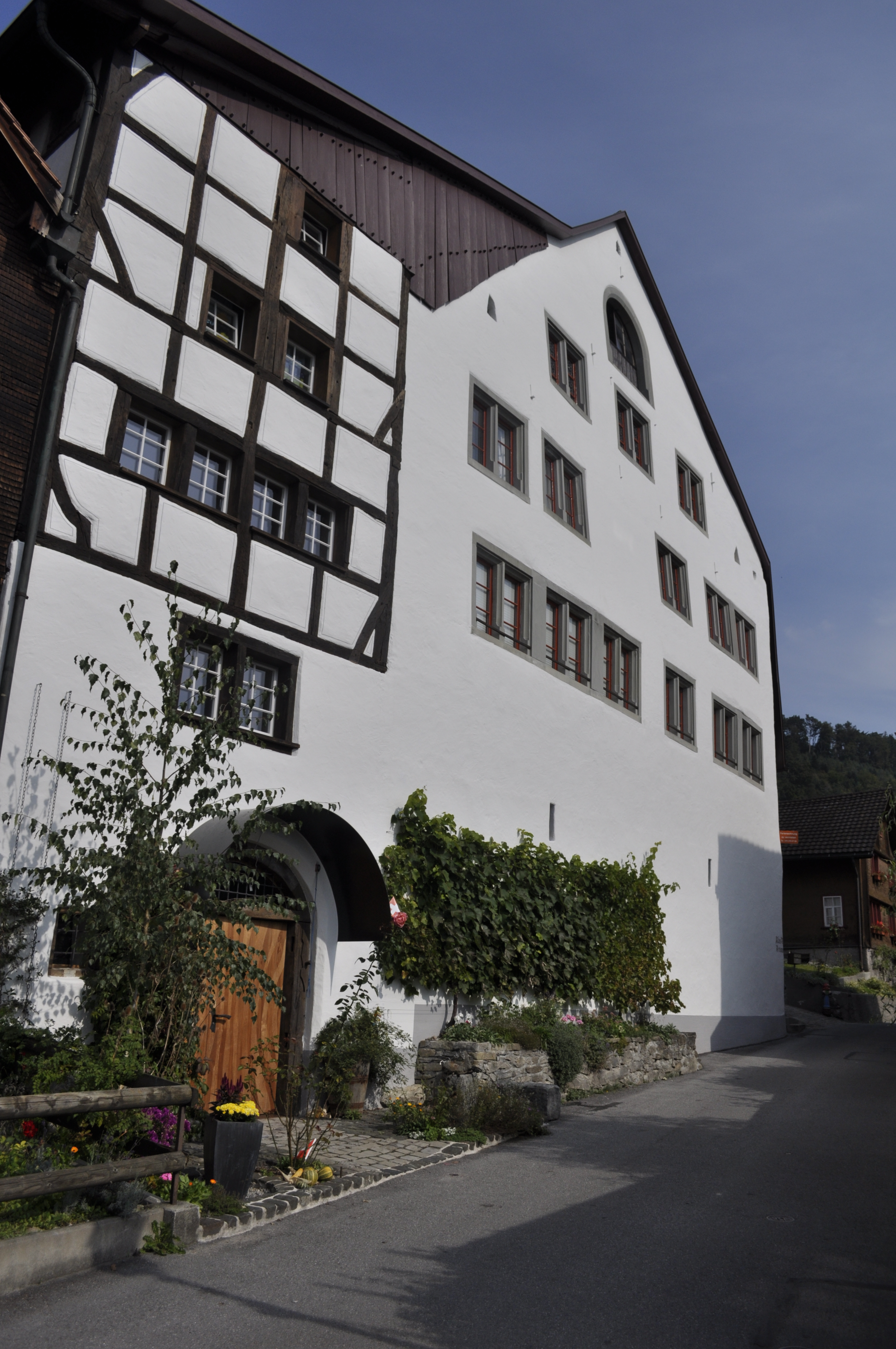
Stará radnice; dnes muzeum

| Vývoj počtu obyvatel | Vývoj počtu obyvatel | Vývoj počtu obyvatel | Vývoj počtu obyvatel | Vývoj počtu obyvatel | Vývoj počtu obyvatel | Vývoj počtu obyvatel | Vývoj počtu obyvatel | Vývoj počtu obyvatel | Vývoj počtu obyvatel | Vývoj počtu obyvatel | Vývoj počtu obyvatel | Vývoj počtu obyvatel | Vývoj počtu obyvatel | Vývoj počtu obyvatel | Vývoj počtu obyvatel | Vývoj počtu obyvatel | Vývoj počtu obyvatel | Vývoj počtu obyvatel | Vývoj počtu obyvatel |
| -------------------- | -------------------- | -------------------- | -------------------- | -------------------- | -------------------- | -------------------- | -------------------- | -------------------- | -------------------- | -------------------- | -------------------- | -------------------- | -------------------- | -------------------- | -------------------- | -------------------- | -------------------- | -------------------- | -------------------- |
| Rok                  | 1850                 | 1860                 | 1870                 | 1880                 | 1888                 | 1900                 | 1910                 | 1920                 | 1930                 | 1941                 | 1950                 | 1960                 | 1970                 | 1980                 | 1990                 | 2000                 | 2010                 | 2015                 | 2018                 |
| Počet obyvatel       | 1435                 | 1442                 | 1419                 | 1526                 | 1622                 | 1733                 | 2200                 | 2237                 | 2265                 | 2402                 | 2644                 | 3170                 | 3356                 | 3122                 | 3538                 | 4024                 | 4406                 | 4498                 | 4798                 |

## Hospodářství
Několik farem se nachází na rovině směrem k Rýnu a nad obcí se vinice táhnou až k okraji lesa. Kromě průmyslu v místní části Heerbrugg a silně rozvinuté průmyslové zóny „Wegen“ na Rietstrasse má obec Balgach venkovský charakter. Vzhledem k husté obytné zástavbě, k jejímuž vzniku došlo po roce 2000, se Balgach rozvíjí jako příměstská čtvrť Heerbruggu.
Z částí bývalého podniku Wild Heerbrugg vzniklo několik nových podniků, z nichž některé v Balgachu/Heerbruggu stále působí, ale nyní patří zahraničním mateřským společnostem. 

## Doprava
Do Balgachu jezdí autobusová linka 301 společnosti RTB Rheintal Bus. Jedná se o nástupce trolejbusové linky Altstätten–Berneck, která byla zrušena v roce 1977 a v roce 1940 naopak nahradila tramvaj Altstätten–Berneck, která byla otevřena v roce 1897. Nájezd na dálnici A13 ve Widnau je vzdálen necelých 6 km od centra obce.